# Otiocerus venusta
Otiocerus venusta är en insektsart som beskrevs av Fowler 1900. Otiocerus venusta ingår i släktet Otiocerus och familjen Derbidae. Inga underarter finns listade i Catalogue of Life.